# 107 f.Kr.
| 107 f.Kr.          |
| ------------------ |
| Dødsfald - Fødsler |

## Begivenheder
- Gaius Marius introducer nogle militære reformer af den romerske legion. Det medfører, at de jordløse bliver rekrutteret og tildelt jordloder. Udenlandske hjælpetropper bliver tildelt romersk borgerskab.